# Пентасамарийгентетраконтамагний
Пентасамарийгентетраконтамагний — бинарное неорганическое соединение
самария и магния
с формулой Mg41Sm5,
кристаллы.

## Получение
- Сплавление стехиометрических количеств чистых веществ:

{\displaystyle {\mathsf {5Sm+41Mg\ {\xrightarrow {532^{o}C}}\ Mg_{41}Sm_{5}}}}

## Физические свойства
Пентасамарийгентетраконтамагний образует кристаллы
тетрагональной сингонии, пространственная группа I 4/m, параметры ячейки a = 1,480 нм, c = 1,036 нм, Z = 2,
структура типа пентацерийгентетраконтамагния Mg41Ce5
.
Соединение образуется по перитектической реакции при температуре 532 °C
.